# Mohammad Musa Schafiq
Mohammad Musa Schafiq (* 1932 in Kabul; † 1979) war ein afghanischer parteiloser Politiker, Lyriker und Erzähler, der in Dari (persisch) und Paschto schrieb.
Schafiq besuchte die Volksschule und Koranschule und schloss diese mit dem Mawlawi-Grad in islamischer Theologie ab. Zunächst war er im Sekretariat des Königs tätig, dann ging er im Auftrag des Erziehungsministeriums zum Studium nach Ägypten und in die USA. In Kairo erwarb er den Magister in islamischem Recht, der Columbia University schloss er ein Studium in vergleichenden Staatswissenschaften ab. Nach seiner Rückkehr wurde er Generaldirektor für das Rechtswesen im Justizministerium, daneben Dozent an der Universität Kabul.
1971 wurde er zum Außenminister ernannt, im Dezember 1972 übernahm er das Amt des Ministerpräsidenten, in dem er hohe Popularität erwarb. Beim Putsch von Mohammed Daoud Khan am 17. Juli 1973 verlor er beide Positionen, blieb aber in dessen Regierung. Nachdem die Rote Armee in Afghanistan einmarschiert war, wurde er 1978 verhaftet und 1979 von der Chalq-Partei ermordet.

## Werke
- Die Botschaft (1959) (Gedichtsammlung, afghan.)
- Herr Doktor. In: Afghanistan. (Erzählung, dt.)
- Viele andere Erzählungen und Gedichte